# Muzeum w Spichlerzu w Drawnie
Muzeum w Spichlerzu w Drawnie (Galeria Pamiątek Ziemi Drawieńskiej) – muzeum z siedzibą w Drawnie. Placówka działa w ramach Centrum Informacji Turystycznej „Spichlerz”, będącego miejską jednostką organizacyjną. Siedzibą Centrum jest dawny spichlerz, pochodzący z II połowy XIX wieku.
Muzeum powstało z chwilą zakończenia rewitalizacji spichlerza, która miała miejsce w latach 2006–2007. Zajmuje drugie piętro budynku. Posiada wystawę poświęconą historii Drawna i okolic. Wśród zbiorów znajdują się m.in. stare fotografie i pocztówki, XIX-wieczne listy kupieckie, sprzęt codziennego użytku, narzędzia rolnicze, militaria, a także średniowieczna ceramika.
Centrum oraz muzeum są obiektami całorocznymi, czynnymi codziennie.

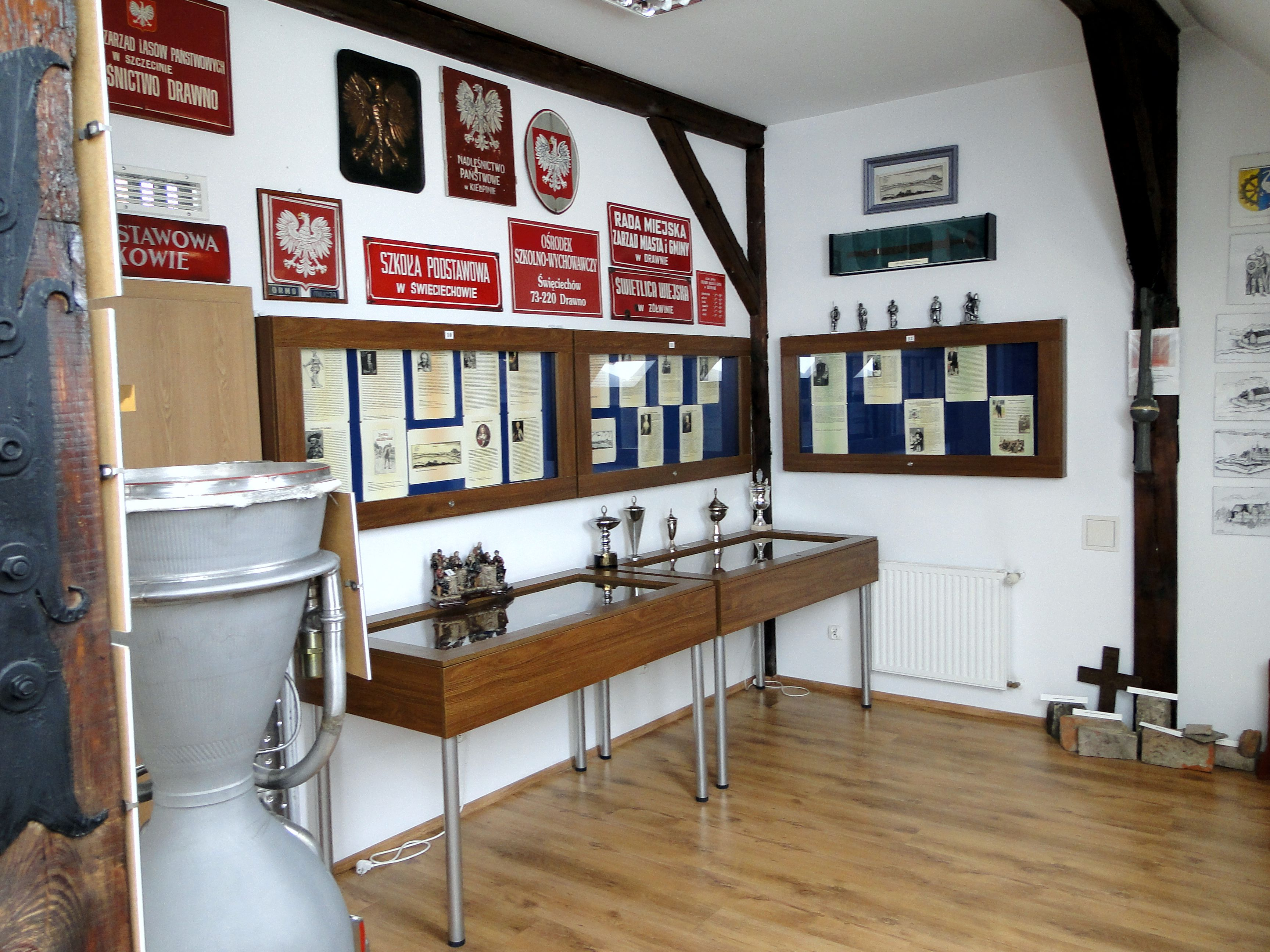
Fragment ekspozycji
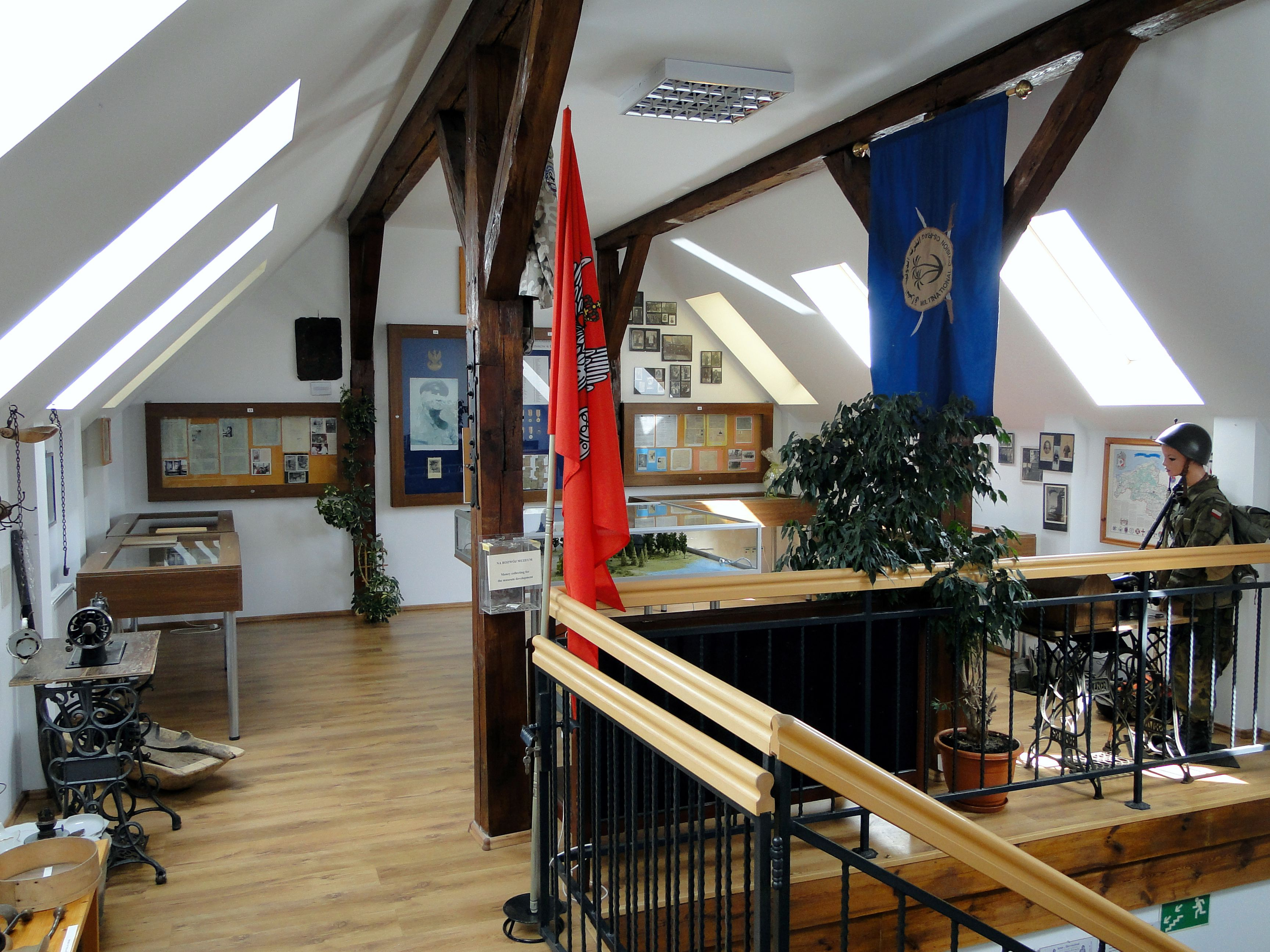
Fragment ekspozycji